# Orocharis conspersa
Orocharis conspersa är en insektsart som beskrevs av Henri Saussure 1874. Orocharis conspersa ingår i släktet Orocharis och familjen syrsor. Inga underarter finns listade i Catalogue of Life.